# Salvador Larroca
 (avril 2023).
Si vous disposez d'ouvrages ou d'articles de référence ou si vous connaissez des sites web de qualité traitant du thème abordé ici, merci de compléter l'article en donnant les références utiles à sa vérifiabilité et en les liant à la section « Notes et références ».
Salvador Larroca (né en 1964) est un illustrateur espagnol de bande dessinée, surtout connu pour ses travaux divers sur des titres comme X-Men et Star Wars.

## Biographie
Salvador Larroca naît et grandit à Valence, en Espagne. Après avoir travaillé plusieurs années comme cartographe, il commence à travailler comme artiste de bandes dessinées Marvel Comics au Royaume-Uni. Il contribue notamment à Dark Angel et Death's Head II. Il travaille ensuite pour Marvel aux États-Unis sur les séries Ghost Rider et Les Quatre Fantastiques. En 2015, il commence à travailler sur Star Wars à la suite de la reprise de la licence par Marvel.  

## Controverse
Son travail sur la série Dark Vador déçoit les fans, mais c'est surtout sur la série régulière Star Wars qu'il est très critiqué. Il est accusé de dessiner ses personnages par calque en utilisant des frames de films ou des images trouvées sur les moteur de recherche. Sur les séries Star Wars, ces choix sont justifiés par Marvel Comics comme une volonté de photoréalisme sans aborder la question du plagiat. De plus, il crée l'antagoniste Cylo à son image dans Star Wars Dark Vador, une pratique mal reçue dans la profession.

## Prix et récompenses
- Prix Eisner 2009 de la meilleure nouvelle série pour The Invincible Iron Man (avec Matt Fraction)